# One String Loose
One String Loose — walijski zespół muzyczny wykonujący tradycyjne celtyckie melodie z dużą dawką nowoczesnych akcentów.
Muzycy gościli na wielu międzynarodowych festiwalach, zarówno na Wyspach Brytyjskich jak i w Europie, m.in. jako jedna z gwiazd na festiwalu, Celtica 2006 we Włoszech oraz Festiwalu Muzyki Celtyckiej "Zamek" w Będzinie (2007, 2009).

## Skład zespołu
- Scott McKeon (ur. 1987) – skrzypce, banjo
- Jack Stewart (ur. 1992) – gitary, bodhran
- Joe Brady (ur. 1992) – whistle, low whistle
- Mathew 'Baz' Barwick (ur. 1992) – gitara basowa
- Owen Emmanuel – perkusja